# Moonlight Drive
Pistes de Strange Days
Horse Latitudes People Are Strange
Moonlight Drive est une chanson des Doors parue sur leur second album Strange Days et en face B du single Love Me Two Times en 1967.

## Composition
La chanson est une des premières compositions de Jim Morrison et fait partie, d'après le récit de Ray Manzarek, de celles que Morrison a interprétées lors de leur rencontre à Venice Beach (Los Angeles) en 1965 qui les a décidés à former un groupe. Elle faisait partie des premiers concerts des Doors dans une version plus longue qui pouvait durer jusqu'à six minutes, mais n'a pas été retenue pour le premier album avant d'être intégrée dans un format raccourci à trois minutes sur le deuxième album, Strange Days.